# 日本歴史時代作家協会
日本歴史時代作家協会 (にほんれきしじだいさっかきょうかい) は、歴史時代小説を書く作家、時代物イラストレーター、時代物記事を書くライター、研究者などの親睦団体。2019年5月に歴史時代作家クラブから組織名を改称して、藤原緋沙子を代表理事として発足した。また、発足時の時の顧問は三田誠広、高橋克彦、夢枕獏。
公式ウェブサイトで作家菊池仁、書評家雨宮由希夫による書評や会員によるリレーエッセイ、小説などを発表するとともに、それまで歴史時代作家クラブが発表していた「歴史時代作家クラブ賞」を引き継ぎ、「日本歴史時代作家協会賞」を主催している。

## 日本歴史時代作家協会賞
「歴史時代作家クラブ賞」を前身とする。同賞は2012年に歴史・時代文学の発展と才能の発掘を目的として創設された文学賞である。
第1回から第7回まで開催され、2019年、日本歴史時代作家協会賞となった。

### 受賞作一覧
| 回（年）          | 賞                           | 受賞者       | 受賞作                                          | 刊行                                  | 選考委員                                                       |
| ----------------- | ---------------------------- | ------------ | ----------------------------------------------- | ------------------------------------- | -------------------------------------------------------------- |
| 第8回 （2019年）  | 【新人賞】                   | 【新人賞】   | 【新人賞】                                      | 【新人賞】                            | 三田誠広 菊池仁 雨宮由希夫                                     |
| 第8回 （2019年）  | 受賞                         | 泉ゆたか     | 『髪結百花』                                    | 2018年12月 KADOKAWA                   | 三田誠広 菊池仁 雨宮由希夫                                     |
| 第8回 （2019年）  | 候補                         | 大塚已愛     | 『鬼憑き十兵衛』                                | 2019年3月 新潮社                      | 三田誠広 菊池仁 雨宮由希夫                                     |
| 第8回 （2019年）  | 候補                         | 森山光太郎   | 『火神子 天孫に抗いし者』                       | 2019年5月 朝日新聞出版                | 三田誠広 菊池仁 雨宮由希夫                                     |
| 第8回 （2019年）  | 候補                         | 吉森大祐     | 『逃げろ、手志朗』                              | 2019年1月 講談社                      | 三田誠広 菊池仁 雨宮由希夫                                     |
| 第8回 （2019年）  | 【文庫書き下ろしシリーズ賞】 |              |                                                 |                                       | 三田誠広 菊池仁 雨宮由希夫                                     |
| 第8回 （2019年）  | 受賞                         | 藤井邦夫     | 「新・秋山久蔵御用控」シリーズ                  | 文春文庫                              | 三田誠広 菊池仁 雨宮由希夫                                     |
| 第8回 （2019年）  | 受賞                         | 藤井邦夫     | 「新・知らぬが半兵衛手控帖」シリーズ            | 双葉文庫                              | 三田誠広 菊池仁 雨宮由希夫                                     |
| 第8回 （2019年）  | 受賞                         | 中島久枝     | 「日本橋牡丹堂 菓子ばなし」シリーズ             | 光文社時代小説文庫                    | 三田誠広 菊池仁 雨宮由希夫                                     |
| 第8回 （2019年）  | 受賞                         | 中島久枝     | 『一膳めし屋丸九』                              | ハルキ時代小説文庫                    | 三田誠広 菊池仁 雨宮由希夫                                     |
| 第8回 （2019年）  | 【作品賞】                   |              |                                                 |                                       | 三田誠広 菊池仁 雨宮由希夫                                     |
| 第8回 （2019年）  | 受賞                         | 天野純希     | 『雑賀のいくさ姫』                              | 2018年11月 講談社                     | 三田誠広 菊池仁 雨宮由希夫                                     |
| 第8回 （2019年）  | 受賞                         | 篠綾子       | 『青山に在り』                                  | 2018年12月 KADOKAWA                   | 三田誠広 菊池仁 雨宮由希夫                                     |
| 第8回 （2019年）  | 候補                         | 赤神諒       | 『醉象の流儀 朝倉盛衰記』                       | 2018年12月 講談社                     | 三田誠広 菊池仁 雨宮由希夫                                     |
| 第8回 （2019年）  | 候補                         | 天野純希     | 『もののふの国』                                | 2019年5月 中央公論新社                | 三田誠広 菊池仁 雨宮由希夫                                     |
| 第8回 （2019年）  | 候補                         | 木下昌輝     | 『金剛の塔』                                    | 2019年5月 徳間書店                    | 三田誠広 菊池仁 雨宮由希夫                                     |
| 第8回 （2019年）  | 候補                         | 鳴神響一     | 『斗星、北天にあり』                            | 2018年11月 徳間書店                   | 三田誠広 菊池仁 雨宮由希夫                                     |
| 第8回 （2019年）  | 候補                         | 矢野隆       | 『朝嵐』                                        | 2019年4月 中央公論新社                | 三田誠広 菊池仁 雨宮由希夫                                     |
| 第8回 （2019年）  | 【功労賞】                   |              |                                                 |                                       | 三田誠広 菊池仁 雨宮由希夫                                     |
| 第8回 （2019年）  | 受賞                         | 夢枕獏       | 「陰陽師」シリーズ                              | 文藝春秋                              | 三田誠広 菊池仁 雨宮由希夫                                     |
| 第8回 （2019年）  | 受賞                         | 夢枕獏       | 「沙門空海」シリーズ                            | 徳間書店 / 角川書店                   | 三田誠広 菊池仁 雨宮由希夫                                     |
| 第9回 （2020年）  | 【新人賞】                   | 【新人賞】   | 【新人賞】                                      | 【新人賞】                            | 三田誠広 菊池仁 雨宮由希夫 加藤淳                              |
| 第9回 （2020年）  | 受賞                         | 坂上泉       | 『へぼ侍』                                      | 2019年7月 文藝春秋                    | 三田誠広 菊池仁 雨宮由希夫 加藤淳                              |
| 第9回 （2020年）  | 候補                         | 加納則章     | 『明治零年 サムライたちの天命』                 | 2020年4月 エイチアンドアイ            | 三田誠広 菊池仁 雨宮由希夫 加藤淳                              |
| 第9回 （2020年）  | 候補                         | 杉山大二郎   | 『嵐を呼ぶ男！ NOBUNAGA』                       | 2019年11月 徳間書店                   | 三田誠広 菊池仁 雨宮由希夫 加藤淳                              |
| 第9回 （2020年）  | 候補                         | 佐藤雫       | 『言の葉は、残りて』                            | 2020年2月 集英社                      | 三田誠広 菊池仁 雨宮由希夫 加藤淳                              |
| 第9回 （2020年）  | 候補                         | 夏山かほる   | 『新・紫式部日記』                              | 2020年2月 日本経済新聞出版社          | 三田誠広 菊池仁 雨宮由希夫 加藤淳                              |
| 第9回 （2020年）  | 【文庫書き下ろし新人賞】     |              |                                                 |                                       | 三田誠広 菊池仁 雨宮由希夫 加藤淳                              |
| 第9回 （2020年）  | 受賞                         | 馳月基矢     | 『姉上は麗しの名医』                            | 2020年4月 小学館 / 小学館時代小説文庫 | 三田誠広 菊池仁 雨宮由希夫 加藤淳                              |
| 第9回 （2020年）  | 候補                         | 稲田和浩     | 『女の厄払い 千住のおひろ花便り』               | 2019年11月 祥伝社 / 祥伝社文庫        | 三田誠広 菊池仁 雨宮由希夫 加藤淳                              |
| 第9回 （2020年）  | 【文庫書き下ろしシリーズ賞】 |              |                                                 |                                       | 三田誠広 菊池仁 雨宮由希夫 加藤淳                              |
| 第9回 （2020年）  | 受賞                         | 稲葉稔       | 「隠密船頭」シリーズ                            | 2019年1月 - 、光文社 / 光文社文庫     | 三田誠広 菊池仁 雨宮由希夫 加藤淳                              |
| 第9回 （2020年）  | 受賞                         | 稲葉稔       | 「浪人奉行」シリーズ                            | 2017年3月 - 、双葉社 / 双葉文庫       | 三田誠広 菊池仁 雨宮由希夫 加藤淳                              |
| 第9回 （2020年）  | 受賞                         | 神楽坂淳     | 「うちの旦那が甘ちゃんで」シリーズ              | 2018年8月 - 、 講談社 / 講談社文庫    | 三田誠広 菊池仁 雨宮由希夫 加藤淳                              |
| 第9回 （2020年）  | 【作品賞】                   |              |                                                 |                                       | 三田誠広 菊池仁 雨宮由希夫 加藤淳                              |
| 第9回 （2020年）  | 受賞                         | 木下昌輝     | 『まむし三代記』                                | 2020年2月 朝日新聞出版                | 三田誠広 菊池仁 雨宮由希夫 加藤淳                              |
| 第9回 （2020年）  | 候補                         | 赤神諒       | 『空貝(うつせがい) 村上水軍の神姫』             | 2020年1月 講談社                      | 三田誠広 菊池仁 雨宮由希夫 加藤淳                              |
| 第9回 （2020年）  | 候補                         | 平谷美樹     | 『大一揆』                                      | 2020年3月 KADOKAWA                    | 三田誠広 菊池仁 雨宮由希夫 加藤淳                              |
| 第9回 （2020年）  | 候補                         | 村木嵐       | 『天下取』                                      | 2020年3月 光文社                      | 三田誠広 菊池仁 雨宮由希夫 加藤淳                              |
| 第9回 （2020年）  | 【功労賞】                   |              |                                                 |                                       | 三田誠広 菊池仁 雨宮由希夫 加藤淳                              |
| 第9回 （2020年）  | 受賞                         | 浅田次郎     |                                                 |                                       | 三田誠広 菊池仁 雨宮由希夫 加藤淳                              |
| 第9回 （2020年）  | 【慰労賞】                   |              |                                                 |                                       | 三田誠広 菊池仁 雨宮由希夫 加藤淳                              |
| 第9回 （2020年）  | 受賞                         | 誉田龍一     |                                                 |                                       | 三田誠広 菊池仁 雨宮由希夫 加藤淳                              |
| 第10回 （2021年） | 【新人賞】                   | 【新人賞】   | 【新人賞】                                      | 【新人賞】                            | 三田誠広 菊池仁 雨宮由希夫 加藤淳                              |
| 第10回 （2021年） | 受賞                         | 蝉谷めぐ実   | 『化け者心中』                                  | 2020年10月 KADOKAWA                   | 三田誠広 菊池仁 雨宮由希夫 加藤淳                              |
| 第10回 （2021年） | 候補                         | 亀泉きょう   | 『へんぶつ侍、江戸を走る』                      | 2020年8月 小学館                      | 三田誠広 菊池仁 雨宮由希夫 加藤淳                              |
| 第10回 （2021年） | 候補                         | 渋谷雅一     | 『質草女房』                                    | 2020年10月 角川春樹事務所             | 三田誠広 菊池仁 雨宮由希夫 加藤淳                              |
| 第10回 （2021年） | 候補                         | 谷治宇       | 『へんこつ』                                    | 2021年5月 角川春樹事務所              | 三田誠広 菊池仁 雨宮由希夫 加藤淳                              |
| 第10回 （2021年） | 【文庫書き下ろし新人賞】     |              |                                                 |                                       | 三田誠広 菊池仁 雨宮由希夫 加藤淳                              |
| 第10回 （2021年） | 受賞                         | 櫻部由美子   | 『くら姫 出直し神社たね銭貸し』                 | 2020年4月 ハルキ文庫                  | 三田誠広 菊池仁 雨宮由希夫 加藤淳                              |
| 第10回 （2021年） | 候補                         | 鷹山悠       | 『隠れ町飛脚 三十日屋』                         | 2020年10月 ポプラ文庫                 | 三田誠広 菊池仁 雨宮由希夫 加藤淳                              |
| 第10回 （2021年） | 【文庫書き下ろしシリーズ賞】 |              |                                                 |                                       | 三田誠広 菊池仁 雨宮由希夫 加藤淳                              |
| 第10回 （2021年） | 受賞                         | 倉阪鬼一郎   | 「小料理のどか屋 人情帖」シリーズ               | 二見文庫                              | 三田誠広 菊池仁 雨宮由希夫 加藤淳                              |
| 第10回 （2021年） | 受賞                         | 倉阪鬼一郎   | 「お江戸甘味処 谷中はつねや」シリーズ           | 幻冬舎文庫                            | 三田誠広 菊池仁 雨宮由希夫 加藤淳                              |
| 第10回 （2021年） | 受賞                         | 倉阪鬼一郎   | 「夢屋台なみだ通り」シリーズ                    | 光文社文庫                            | 三田誠広 菊池仁 雨宮由希夫 加藤淳                              |
| 第10回 （2021年） | 受賞                         | 倉阪鬼一郎   | 「人情料理わん屋」シリーズ                      | 実業之日本社文庫                      | 三田誠広 菊池仁 雨宮由希夫 加藤淳                              |
| 第10回 （2021年） | 受賞                         | 有馬美季子   | 「はないちもんめ」シリーズ                      | 祥伝社文庫                            | 三田誠広 菊池仁 雨宮由希夫 加藤淳                              |
| 第10回 （2021年） | 受賞                         | 有馬美季子   | 「はたご雪月花」シリーズ                        | 光文社文庫                            | 三田誠広 菊池仁 雨宮由希夫 加藤淳                              |
| 第10回 （2021年） | 【作品賞】                   |              |                                                 |                                       | 三田誠広 菊池仁 雨宮由希夫 加藤淳                              |
| 第10回 （2021年） | 受賞                         | 武川佑       | 『千里をゆけ くじ引き将軍と隻腕女』             | 2021年3月 文藝春秋                    | 三田誠広 菊池仁 雨宮由希夫 加藤淳                              |
| 第10回 （2021年） | 候補                         | 奥山景布子   | 『浄土双六』                                    | 2020年11月 文藝春秋                   | 三田誠広 菊池仁 雨宮由希夫 加藤淳                              |
| 第10回 （2021年） | 候補                         | 河治和香     | 『ニッポンチ！ 国芳一門明治浮世絵草紙』         | 2020年10月 小学館                     | 三田誠広 菊池仁 雨宮由希夫 加藤淳                              |
| 第10回 （2021年） | 候補                         | 志川節子     | 『博覧男爵』                                    | 2021年5月 祥伝社                      | 三田誠広 菊池仁 雨宮由希夫 加藤淳                              |
| 第10回 （2021年） | 候補                         | 幡大介       | 『シャムのサムライ 山田長政』                   | 2021年5月 実業之日本社                | 三田誠広 菊池仁 雨宮由希夫 加藤淳                              |
| 第10回 （2021年） | 【功労賞】                   |              |                                                 |                                       | 三田誠広 菊池仁 雨宮由希夫 加藤淳                              |
| 第10回 （2021年） | 受賞                         | なし         |                                                 |                                       | 三田誠広 菊池仁 雨宮由希夫 加藤淳                              |
| 第11回 （2022年） | 【新人賞】                   | 【新人賞】   | 【新人賞】                                      | 【新人賞】                            | 三田誠広 菊池仁 雨宮由希夫 理流 加藤淳                         |
| 第11回 （2022年） | 受賞                         | 千葉ともこ   | 『戴天』                                        | 2022年5月 文藝春秋                    | 三田誠広 菊池仁 雨宮由希夫 理流 加藤淳                         |
| 第11回 （2022年） | 候補                         | 稲田幸久     | 『駆ける 少年騎馬遊撃隊』                       | 2021年10月 角川春樹事務所             | 三田誠広 菊池仁 雨宮由希夫 理流 加藤淳                         |
| 第11回 （2022年） | 候補                         | 小栗さくら   | 『余烈』                                        | 2022年4月 講談社                      | 三田誠広 菊池仁 雨宮由希夫 理流 加藤淳                         |
| 第11回 （2022年） | 候補                         | 夜弦雅也     | 『高望の大刀』                                  | 2022年2月 日本経済新聞出版            | 三田誠広 菊池仁 雨宮由希夫 理流 加藤淳                         |
| 第11回 （2022年） | 【文庫書き下ろし新人賞】     |              |                                                 |                                       | 三田誠広 菊池仁 雨宮由希夫 理流 加藤淳                         |
| 第11回 （2022年） | 受賞                         | 筑前助広     | 『谷中の用心棒 萩尾大楽：阿芙蓉抜け荷始末』     | 2022年2月 アルファポリス文庫          | 三田誠広 菊池仁 雨宮由希夫 理流 加藤淳                         |
| 第11回 （2022年） | 候補                         | 進藤玄洋     | 『鬼哭の剣』                                    | 2022年4月 ハヤカワ時代ミステリ文庫    | 三田誠広 菊池仁 雨宮由希夫 理流 加藤淳                         |
| 第11回 （2022年） | 候補                         | 柳ヶ瀬文月   | 『お師匠様、出番です！ からぬけ長屋落語人情噺』 | 2022年3月 ポプラ文庫                  | 三田誠広 菊池仁 雨宮由希夫 理流 加藤淳                         |
| 第11回 （2022年） | 【シリーズ賞】               |              |                                                 |                                       | 三田誠広 菊池仁 雨宮由希夫 理流 加藤淳                         |
| 第11回 （2022年） | 受賞                         | 坂岡真       | 「鬼役」「鬼役伝」シリーズ                      | 光文社時代小説文庫                    | 三田誠広 菊池仁 雨宮由希夫 理流 加藤淳                         |
| 第11回 （2022年） | 受賞                         | 坂岡真       | 「はぐれ又兵衛例繰控」シリーズ                  | 双葉文庫                              | 三田誠広 菊池仁 雨宮由希夫 理流 加藤淳                         |
| 第11回 （2022年） | 受賞                         | 氷月葵       | 「御庭番の二代目」シリーズ                      | 二見時代小説文庫                      | 三田誠広 菊池仁 雨宮由希夫 理流 加藤淳                         |
| 第11回 （2022年） | 受賞                         | 氷月葵       | 「神田のっぴき横丁」シリーズ                    | 二見時代小説文庫                      | 三田誠広 菊池仁 雨宮由希夫 理流 加藤淳                         |
| 第11回 （2022年） | 受賞                         | 氷月葵       | 「仇討ち包丁」シリーズ                          | コスミック時代文庫                    | 三田誠広 菊池仁 雨宮由希夫 理流 加藤淳                         |
| 第11回 （2022年） | 【作品賞】                   |              |                                                 |                                       | 三田誠広 菊池仁 雨宮由希夫 理流 加藤淳                         |
| 第11回 （2022年） | 受賞                         | 矢野隆       | 『琉球建国記』                                  | 2022年4月 集英社文庫                  | 三田誠広 菊池仁 雨宮由希夫 理流 加藤淳                         |
| 第11回 （2022年） | 受賞                         | 吉川永青     | 『高く翔べ 快商・紀伊國屋文左衛門』             | 2022年5月 中央公論新社                | 三田誠広 菊池仁 雨宮由希夫 理流 加藤淳                         |
| 第11回 （2022年） | 【功労賞】                   |              |                                                 |                                       | 三田誠広 菊池仁 雨宮由希夫 理流 加藤淳                         |
| 第11回 （2022年） | 受賞                         | なし         |                                                 |                                       | 三田誠広 菊池仁 雨宮由希夫 理流 加藤淳                         |
| 第12回 （2023年） | 【新人賞】                   | 【新人賞】   | 【新人賞】                                      | 【新人賞】                            | 三田誠広 菊池仁 雨宮由希夫 理流 加藤淳                         |
| 第12回 （2023年） | 受賞                         | 高瀬乃一     | 『貸本屋おせん』                                | 2022年11月 文藝春秋                   | 三田誠広 菊池仁 雨宮由希夫 理流 加藤淳                         |
| 第12回 （2023年） | 受賞                         | 羽鳥好之     | 『尚、赫々たれ 立花宗茂残照』                   | 2022年10月 早川書房                   | 三田誠広 菊池仁 雨宮由希夫 理流 加藤淳                         |
| 第12回 （2023年） | 候補                         | 青波杏       | 『楊花の歌』                                    | 2023年2月 集英社                      | 三田誠広 菊池仁 雨宮由希夫 理流 加藤淳                         |
| 第12回 （2023年） | 候補                         | 天津佳之     | 『あるじなしとて』                              | 2022年6月 PHP研究所                   | 三田誠広 菊池仁 雨宮由希夫 理流 加藤淳                         |
| 第12回 （2023年） | 候補                         | 由原かのん   | 『首ざむらい 世にも快奇な江戸物語』             | 2022年11月 文藝春秋                   | 三田誠広 菊池仁 雨宮由希夫 理流 加藤淳                         |
| 第12回 （2023年） | 【文庫書き下ろし新人賞】     |              |                                                 |                                       | 三田誠広 菊池仁 雨宮由希夫 理流 加藤淳                         |
| 第12回 （2023年） | 受賞                         | 伊藤尋也     | 『土下座奉行』                                  | 2023年5月 小学館文庫                  | 三田誠広 菊池仁 雨宮由希夫 理流 加藤淳                         |
| 第12回 （2023年） | 受賞                         | 横山起也     | 『編み物ざむらい』                              | 2022年12月 角川文庫                   | 三田誠広 菊池仁 雨宮由希夫 理流 加藤淳                         |
| 第12回 （2023年） | 候補                         | 時武里帆     | 『大角先生よろず覚え書き』                      | 2023年2月 ハヤカワ時代ミステリ文庫    | 三田誠広 菊池仁 雨宮由希夫 理流 加藤淳                         |
| 第12回 （2023年） | 候補                         | 西川司       | 『深川の重蔵捕物控ゑ1 契りの十手』              | 2023年5月 二見時代小説文庫            | 三田誠広 菊池仁 雨宮由希夫 理流 加藤淳                         |
| 第12回 （2023年） | 候補                         | 汀こるもの   | 『煮売屋なびきの謎解き仕度』                    | 2022年10月 ハルキ文庫・時代小説文庫   | 三田誠広 菊池仁 雨宮由希夫 理流 加藤淳                         |
| 第12回 （2023年） | 【作品賞】                   |              |                                                 |                                       | 三田誠広 菊池仁 雨宮由希夫 理流 加藤淳                         |
| 第12回 （2023年） | 受賞                         | 上田早夕里   | 『上海灯蛾』                                    | 2023年3月 双葉社                      | 三田誠広 菊池仁 雨宮由希夫 理流 加藤淳                         |
| 第12回 （2023年） | 受賞                         | 村木嵐       | 『まいまいつぶろ』                              | 2023年5月 幻冬舎                      | 三田誠広 菊池仁 雨宮由希夫 理流 加藤淳                         |
| 第12回 （2023年） | 候補                         | 奥山景布子   | 『やわ肌くらべ』                                | 2022年7月 中央公論新社                | 三田誠広 菊池仁 雨宮由希夫 理流 加藤淳                         |
| 第12回 （2023年） | 候補                         | 橘かがり     | 『女スパイ鄭蘋茹の死』                          | 2023年3月 徳間文庫                    | 三田誠広 菊池仁 雨宮由希夫 理流 加藤淳                         |
| 第12回 （2023年） | 候補                         | 月村了衛     | 『十三夜の焔』                                  | 2022年10月 集英社                     | 三田誠広 菊池仁 雨宮由希夫 理流 加藤淳                         |
| 第12回 （2023年） | 【文庫シリーズ賞】           |              |                                                 |                                       | 三田誠広 菊池仁 雨宮由希夫 理流 加藤淳                         |
| 第12回 （2023年） | 受賞                         | 岡本さとる   | 「仕立屋お竜」シリーズ                          | 文春文庫                              | 三田誠広 菊池仁 雨宮由希夫 理流 加藤淳                         |
| 第12回 （2023年） | 受賞                         | 岡本さとる   | 「居酒屋お夏 春夏秋冬」シリーズ                 | 幻冬舎時代小説文庫                    | 三田誠広 菊池仁 雨宮由希夫 理流 加藤淳                         |
| 第12回 （2023年） | 受賞                         | 岡本さとる   | 「八丁堀強妻物語」シリーズ                      | 小学館文庫                            | 三田誠広 菊池仁 雨宮由希夫 理流 加藤淳                         |
| 第12回 （2023年） | 受賞                         | 伊多波碧     | 「名残の飯」シリーズ                            | 光文社文庫                            | 三田誠広 菊池仁 雨宮由希夫 理流 加藤淳                         |
| 第12回 （2023年） | 【功労賞】                   |              |                                                 |                                       | 三田誠広 菊池仁 雨宮由希夫 理流 加藤淳                         |
| 第12回 （2023年） | 受賞                         | なし         |                                                 |                                       | 三田誠広 菊池仁 雨宮由希夫 理流 加藤淳                         |
| 第13回 （2024年） | 【新人賞】                   | 【新人賞】   | 【新人賞】                                      | 【新人賞】                            | 三田誠広 （選考委員長） 菊池仁 雨宮由希夫 理流 青木逸美 加藤淳 |
| 第13回 （2024年） | 受賞                         | 東圭一       | 『奥州狼狩奉行始末』                            | 2023年11月 角川春樹事務所             | 三田誠広 （選考委員長） 菊池仁 雨宮由希夫 理流 青木逸美 加藤淳 |
| 第13回 （2024年） | 候補                         | 阿野冠       | 『蛍の光 長州藩士維新血風録』                   | 2024年5月 徳間書店                    | 三田誠広 （選考委員長） 菊池仁 雨宮由希夫 理流 青木逸美 加藤淳 |
| 第13回 （2024年） | 候補                         | 天羽恵       | 『もゆる椿』                                    | 2023年10月 徳間書店                   | 三田誠広 （選考委員長） 菊池仁 雨宮由希夫 理流 青木逸美 加藤淳 |
| 第13回 （2024年） | 候補                         | 神尾水無子   | 『我拶もん』                                    | 2024年2月 集英社                      | 三田誠広 （選考委員長） 菊池仁 雨宮由希夫 理流 青木逸美 加藤淳 |
| 第13回 （2024年） | 候補                         | 三本雅彦     | 『運び屋円十郎』                                | 2023年6月 文藝春秋                    | 三田誠広 （選考委員長） 菊池仁 雨宮由希夫 理流 青木逸美 加藤淳 |
| 第13回 （2024年） | 【文庫書き下ろし新人賞】     |              |                                                 |                                       | 三田誠広 （選考委員長） 菊池仁 雨宮由希夫 理流 青木逸美 加藤淳 |
| 第13回 （2024年） | 受賞                         | 森明日香     | 『おくり絵師』                                  | 2023年10月 ハルキ文庫                 | 三田誠広 （選考委員長） 菊池仁 雨宮由希夫 理流 青木逸美 加藤淳 |
| 第13回 （2024年） | 候補                         | 遠藤彩見     | 『虹を待つ 駆け込み寺の女たち』                 | 2024年4月 集英社文庫                  | 三田誠広 （選考委員長） 菊池仁 雨宮由希夫 理流 青木逸美 加藤淳 |
| 第13回 （2024年） | 候補                         | 大平しおり   | 『大江戸ぱん屋事始』                            | 2023年3月 角川文庫                    | 三田誠広 （選考委員長） 菊池仁 雨宮由希夫 理流 青木逸美 加藤淳 |
| 第13回 （2024年） | 【作品賞】                   |              |                                                 |                                       | 三田誠広 （選考委員長） 菊池仁 雨宮由希夫 理流 青木逸美 加藤淳 |
| 第13回 （2024年） | 受賞                         | 赤神諒       | 『佐渡絢爛』                                    | 2024年3月 徳間書店                    | 三田誠広 （選考委員長） 菊池仁 雨宮由希夫 理流 青木逸美 加藤淳 |
| 第13回 （2024年） | 候補                         | 岩井三四二   | 『鶴は戦火の空を舞った』                        | 2024年5月 集英社文庫                  | 三田誠広 （選考委員長） 菊池仁 雨宮由希夫 理流 青木逸美 加藤淳 |
| 第13回 （2024年） | 候補                         | 高瀬乃一     | 『無間の鐘』                                    | 2024年3月 講談社                      | 三田誠広 （選考委員長） 菊池仁 雨宮由希夫 理流 青木逸美 加藤淳 |
| 第13回 （2024年） | 候補                         | 平谷美樹     | 『虎と十字架 南部藩虎騒動』                     | 2023年7月 実業之日本社                | 三田誠広 （選考委員長） 菊池仁 雨宮由希夫 理流 青木逸美 加藤淳 |
| 第13回 （2024年） | 【シリーズ賞】               |              |                                                 |                                       | 三田誠広 （選考委員長） 菊池仁 雨宮由希夫 理流 青木逸美 加藤淳 |
| 第13回 （2024年） | 受賞                         | あさのあつこ | 「弥勒」シリーズ                                | 光文社                                | 三田誠広 （選考委員長） 菊池仁 雨宮由希夫 理流 青木逸美 加藤淳 |
| 第13回 （2024年） | 受賞                         | あさのあつこ | 「おいち不思議がたり」シリーズ                  | PHP研究所                             | 三田誠広 （選考委員長） 菊池仁 雨宮由希夫 理流 青木逸美 加藤淳 |
| 第13回 （2024年） | 受賞                         | あさのあつこ | 「闇医者おゑん秘録帖」シリーズ                  | 中央公論新社                          | 三田誠広 （選考委員長） 菊池仁 雨宮由希夫 理流 青木逸美 加藤淳 |
| 第13回 （2024年） | 【功労賞】                   |              |                                                 |                                       | 三田誠広 （選考委員長） 菊池仁 雨宮由希夫 理流 青木逸美 加藤淳 |
| 第13回 （2024年） | 受賞                         | なし         |                                                 |                                       | 三田誠広 （選考委員長） 菊池仁 雨宮由希夫 理流 青木逸美 加藤淳 |